# FIBA Europapokal der Landesmeister 1958/59
Die Saison 1958/59 war die 2. Spielzeit des FIBA Europapokal der Landesmeister, der von der FIBA Europa veranstaltet wurde.
Den Titel gewann wie im Vorjahr ASK Riga aus der Sowjetunion.

## Modus
An der Endrunde nahmen die 15 Meister der jeweiligen nationalen Liga teil. Zuerst wurde eine Qualifikation gespielt. Die Sieger der Spielpaarungen wurden in Hin- und Rückspiel ermittelt. Entscheidend war das gesamte Korbverhältnis beider Spiele. Die Sieger der Spielpaarungen in der zweiten Runde, im Viertelfinale, im Halbfinale, sowie im Finale, wurden ebenfalls in Hin- und Rückspiel ermittelt.

## 1. Runde (Qualifikation)
|                       | Gesamt  |                         | Hinspiel | Rückspiel |
| --------------------- | ------- | ----------------------- | -------- | --------- |
| Urania GS Genf        | 104:136 | Real Madrid             | 58:65    | 46:71     |
| Étoile de Charleville | 140:67  | Barreirense Barreiro    | 77:40    | 63:27     |
| TJ Spartak ZJŠ Brünn  | 188:125 | EK Engelmann Wien       | 96:56    | 92:69     |
| CCA Bukarest          | 147:124 | HSG Wissenschaft Berlin | 81:59    | 66:65     |

## Teilnehmer an der Endrunde
| Belgien                       | 1 | Antwerp BC              |
| Bulgarien                     | 1 | Akademik Sofia          |
| Finnland                      | 1 | Helsingin Pantterit     |
| Frankreich                    | 1 | Étoile de Charleville   |
| Griechenland                  | 1 | AEK Athen               |
| Israel                        | 1 | Maccabi Tel Aviv        |
| Italien                       | 1 | Simmenthal Milano       |
| Jugoslawien                   | 1 | OKK Belgrad             |
| Polen                         | 1 | Lech Posen              |
| Rumänien                      | 1 | CCA Bukarest            |
| Sowjetunion                   | 1 | ASK Riga                |
| Spanien                       | 1 | Real Madrid             |
| Tschechoslowakei              | 1 | Spartak-Zbrojovka Brünn |
| Ungarn                        | 1 | Honvéd Budapest         |
| Vereinigte Arabische Republik | 1 | Gezira Sporting Club    |

## 2. Runde
|                    | Gesamt  |                       | Hinspiel | Rückspiel |
| ------------------ | ------- | --------------------- | -------- | --------- |
| AEK Athen          | 129:204 | OKK Belgrad           | 76:84    | 53:125    |
| Pantterit Helsinki | 124:173 | Antwerp BC            | 63:60    | 61:113    |
| Lech Posen         | 155:148 | TJ Spartak ZJŠ Brünn  | 87:63    | 68:85     |
| Real Madrid        | 115:118 | Étoile de Charleville | 50:39    | 65:79     |
| Simmenthal Milano  | 1       | Gezira Sport Club     | 72:47    | —         |
| Akademik Sofia     | 147:108 | Maccabi Tel Aviv      | 69:50    | 78:58     |
| Honvéd Budapest    | 166:133 | CCA Bukarest          | 86:52    | 80:81     |

- Freilos als Titelverteidiger:  ASK Riga

## Viertelfinale
|                       | Gesamt  |                 | Hinspiel | Rückspiel |
| --------------------- | ------- | --------------- | -------- | --------- |
| Antwerp BC            | 141:194 | Lech Posen      | 80:89    | 61:105    |
| ASK Riga              | 159:142 | Honvéd Budapest | 79:54    | 80:88     |
| Étoile de Charleville | 149:160 | OKK Belgrad     | 75:73    | 74:87     |
| Gezira Sport Club     | 2       | Akademik Sofia  | 65:69    | —         |

## Halbfinale
|             | Gesamt  |                | Hinspiel | Rückspiel |
| ----------- | ------- | -------------- | -------- | --------- |
| Lech Posen  | 153:166 | ASK Riga       | 69:90    | 84:76     |
| OKK Belgrad | 156:163 | Akademik Sofia | 79:69    | 77:94     |

## Finale
|          | Gesamt  |                | Hinspiel | Rückspiel |
| -------- | ------- | -------------- | -------- | --------- |
| ASK Riga | 148:125 | Akademik Sofia | 79:58    | 69:67     |

- Final-Topscorer:  Jānis Krūmiņš (ASK Riga): 56 Punkte